# فهرست بلندترین ساختمان‌ها در کرج

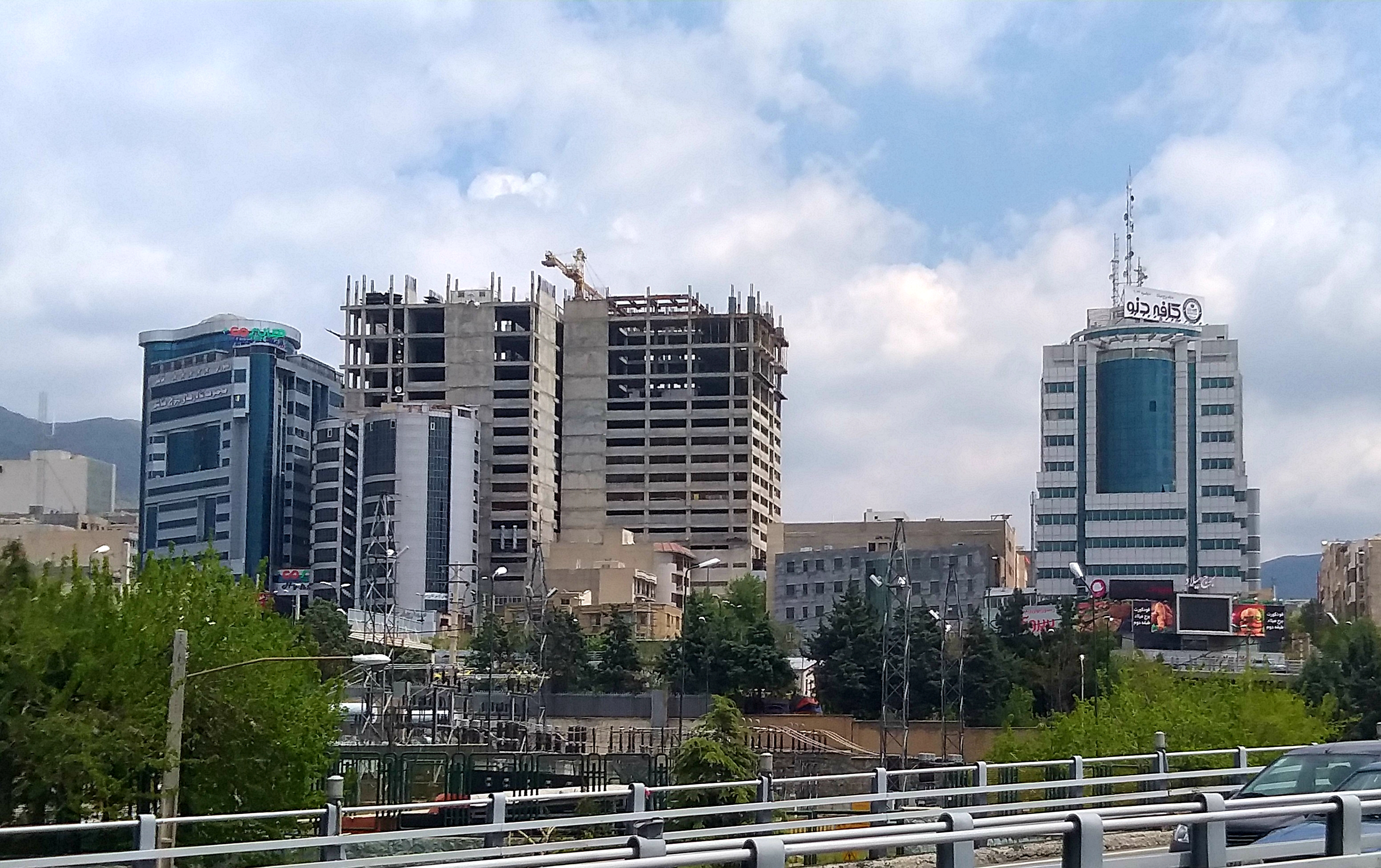
نمایی از کرج

فهرست ساختمان‌های بلند کرج به ترتیب ارتفاع بلندترین ساختمان کرج برج مهرادمال با ارتفاع ۱۰۸ متر است.

## فهرست
| ۱        | مهرادمال            | ۲۵  |    | عظیمیه، بلوار شریعتی۳۵°۵۰′۰۷″شمالی ۵۱°۰۰′۴۳″شرقی / ۳۵٫۸۳۵۲۶۰۶۰°شمالی ۵۱٫۰۱۱۸۲۸۷۱°شرقی           |                                                                                                |
| ۲        | برج رونیکا          | ۷۵  | ۱۹ |                                                                                                 | مهرشهر، بلوار ارم ۳۵°۴۷′۴۹″شمالی ۵۰°۵۳′۲۹″شرقی / ۳۵٫۷۹۷۰۲۲۷۹°شمالی ۵۰٫۸۹۱۵۲۰۴۶°شرقی            |
| ۳        | برج تجاری طالقانی   | ۶۰  | ۱۶ |                                                                                                 | مرکز شهر، بلوار طالقانی ۳۵°۴۹′۱۳″شمالی ۵۰°۵۹′۲۵″شرقی / ۳۵٫۸۲۰۴۰۰۷۲°شمالی ۵۰٫۹۹۰۳۴۷۰۰°شرقی      |
| ۴        | نیکامال             | ۱۰۴ | ۱۵ |                                                                                                 | گوهردشت، فلکه اول ۳۵°۵۰′۳۷″شمالی ۵۰°۵۸′۱۸″شرقی / ۳۵٫۸۴۳۶۴۷۸۲°شمالی ۵۰٫۹۷۱۷۲۹۳۲°شرقی            |
| برج آموت | ۵۶                  | ۱۵  |    | خیابان بهشتی، چهارراه طالقانی ۳۵°۴۹′۱۹″شمالی ۵۰°۵۹′۲۲″شرقی / ۳۵٫۸۲۱۹۶۶۶۳°شمالی ۵۰٫۹۸۹۳۵۸۱۰°شرقی |                                                                                                |
| ۶        | مجتمع میلاد         | ۵۵  | ۱۴ |                                                                                                 | عظیمیه، بلوار طالقانی شمالی ۳۵°۴۹′۵۶″شمالی ۵۰°۵۹′۵۸″شرقی / ۳۵٫۸۳۲۲۶۱۰۹°شمالی ۵۰٫۹۹۹۵۶۳۰۶°شرقی  |
| ۷        | ساختمان شهرداری کرج | ۴۹  | ۱۳ |                                                                                                 | مرکز شهر، ابتدای بلوار بلال۳۵°۴۸′۴۷″شمالی ۵۰°۵۹′۴۶″شرقی / ۳۵٫۸۱۲۹۸۰۹۸°شمالی ۵۰٫۹۹۶۱۲۳۴۶°شرقی   |
| ۸        | مجتمع تجاری ملاصدرا | ۳۵  | ۱۰ |                                                                                                 | گوهردشت، ابتدای بلوار ملاصدرا۳۵°۵۰′۳۵″شمالی ۵۰°۵۸′۴۱″شرقی / ۳۵٫۸۴۳۰۹۳۲۰°شمالی ۵۰٫۹۷۸۱۲۹۴۷°شرقی |

### دیگر ساختمان‌ها
| ۱ | برج مرکزی مجتمع مسکونی باغ گلها |  | ۱۵ |  | مهرشهر، بلوار شهرداری، خیابان دویست ۳۵°۴۷′۵۳″شمالی ۵۰°۵۴′۳۰″شرقی / ۳۵٫۷۹۷۹۴۴۳۸°شمالی ۵۰٫۹۰۸۳۶۹۲۲°شرقی |
| ۲ | برج جهانشهر                     |  | ۱۵ |  | جهانشهر، میدان گلها ۳۵°۴۹′۴۳″شمالی ۵۰°۵۸′۵۶″شرقی / ۳۵٫۸۲۸۶۳۲۵۷°شمالی ۵۰٫۹۸۲۱۲۶۷۹°شرقی                 |
| ۳ | برج حکیم                        |  | ۱۵ |  | مرکز شهر، خیابان شهید بهشتی۳۵°۴۹′۱۱″شمالی ۵۰°۵۹′۳۳″شرقی / ۳۵٫۸۱۹۷۳۹°شمالی ۵۰٫۹۹۲۵۲۲°شرقی              |
| ۴ | برج فارابی                      |  | ۱۵ |  | مرکز شهر، خیابان شهید بهشتی۳۵°۴۹′۰۸″شمالی ۵۰°۵۹′۴۰″شرقی / ۳۵٫۸۱۸۸۲۴°شمالی ۵۰٫۹۹۴۳۳۵°شرقی              |
| ۵ | برج‌های البرز                    |  | ۱۴ |  | گوهردشت، بوعلی غربی ۳۵°۵۰′۴۴″شمالی ۵۰°۵۹′۲۸″شرقی / ۳۵٫۸۴۵۵۷۶۳۲°شمالی ۵۰٫۹۹۰۹۹۸۱۸°شرقی                 |
| ۶ | برج‌های قائم                     |  | ۱۴ |  | عظیمیه، بلوار طالقانی شمالی ۳۵°۵۰′۳۷″شمالی ۵۱°۰۰′۳۴″شرقی / ۳۵٫۸۴۳۷۳۶۷۷°شمالی ۵۱٫۰۰۹۵۴۱۱۶°شرقی         |
| ۷ | برج لادن                        |  | ۱۳ |  | مهرشهر، بلوار ارم ۳۵°۴۷′۱۵″شمالی ۵۰°۵۲′۵۳″شرقی / ۳۵٫۷۸۷۴۶۴۹۰°شمالی ۵۰٫۸۸۱۲۸۸۴۵°شرقی                   |
| ۸ | برج پارمیدا                     |  | ۱۳ |  | گوهردشت، بلوار مطهری، نبش دوم شرقی ۳۵°۵۰′۳۹″شمالی ۵۰°۵۸′۲۳″شرقی / ۳۵٫۸۴۴۲۱۸۵۰°شمالی ۵۰٫۹۷۳۰۱۴۳۰°شرقی  |

## گاه‌شماری
این جدول ساختمان‌هایی را فهرست می‌کند که در گذشته بلندترین ساختمان کرج بوده‌اند.
| ردیف | نام                 | ارتفاع | طبقات | سال‌های بلندترین بودن | تصویر |
| ---- | ------------------- | ------ | ----- | -------------------- | ----- |
| ۱    | برج کاخ سلیمانیه    |        | ۵     | ؟ -۱۱۹۱              |       |
| ۲    | پاساژ آزادی         |        | ۴     | ؟ -۱۳۵۰              |       |
| ۳    | مجتمع تجاری ملاصدرا | ۳۵     | ۱۰    | ۱۳۸۰–۱۳۸۷            |       |
| ۴    | برج لادن            |        | ۱۳    | ۱۳۸۷–۱۳۹۰            |       |
| ۵    | برج آموت            | ۵۶     | ۱۵    | ۱۳۹۰–۱۳۹۵            |       |
| ۶    | نیکامال             | ۷۵     | ۲۴    | ۱۳۹۵–۱۳۹۹            |       |
| ۷    | مهرادمال            | ۹۴     | ۲۵    | ۱۳۹۹-اکنون           |       |